# تپه امامزاده محمد
تپه امامزاده محمد مربوط به دوران پیش از تاریخ ایران باستان است و در شهرستان مرودشت، بخش درود زن، روستای درود زن واقع شده و این اثر در تاریخ ۲ آبان ۱۳۸۲ با شمارهٔ ثبت ۱۰۵۳۷ به‌عنوان یکی از آثار ملی ایران به ثبت رسیده است.